# RHI Magnesita
RHI Magnesita N.V. é um fornecedor líder internacional de produtos, sistemas e serviços refratários. Está listado na Bolsa de Valores de Londres e faz parte do índice FTSE 250. Anteriormente sua sede estava situada na Áustria, mas depois da compra da empresa brasileira Magnesita S.A., a sede passou a ser na Holanda.

## História

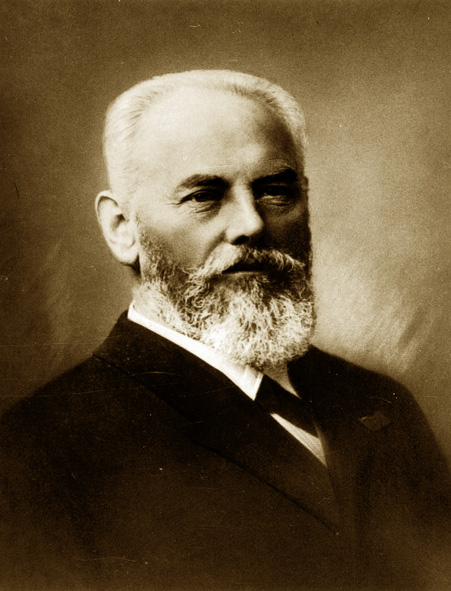
Carl Spaeter

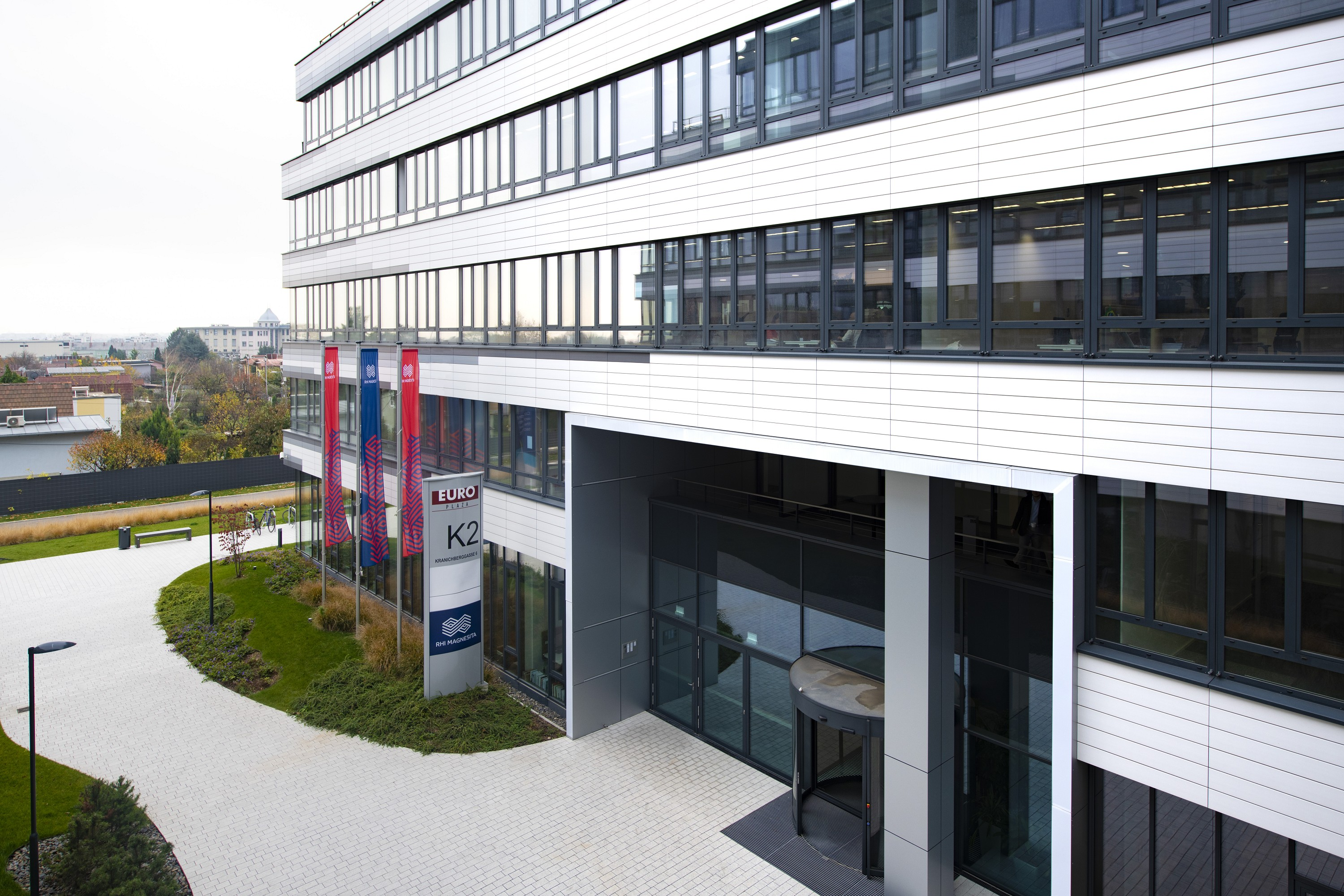
RHI Magnesita Headquarters, Vienna

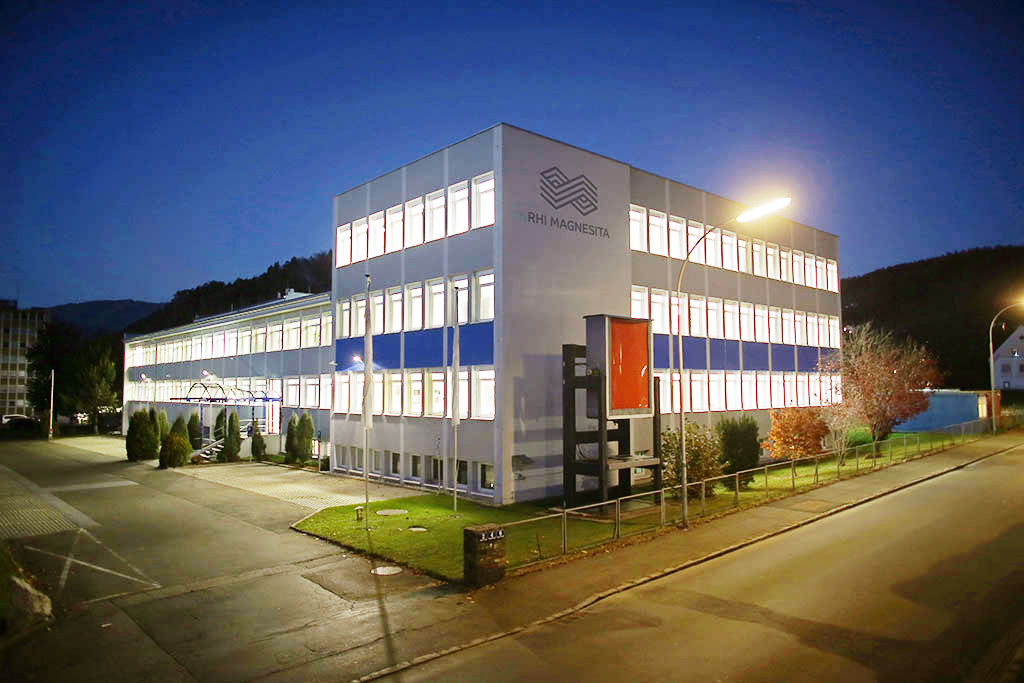
Centro de Tecnologia da RHI Magnesita, Leoben

1834 foi fundada a primeira fábrica da RHI de argila refratária Chamottefabrik F. Didier in Podejuch por Friedrich Ferdinand Didier próximo de Stettin (então Prússia, hoje Polônia) e em 1881, Carl Spaeter descobriu  um depósito de magnesita em Veitsch (Styria, Áustria). Em 1888 foi fundada  a planta de refratários em Valenciennes, França. A empresa foi denominada “Société des Brinques et Pierres Blanches et Ciment de Fer Northomb et Cie”. Em 1889, A Baker Refractories é fundada em York. Ela foi a primeira empresa americana a oferecer dolomita calcinada para uso como materiais de manutenção e reparo de refratário para fornos de fabricação de aço. Em 1899, foi n estabelecida a Veitscher Magnesitwerke Actien-Gesellschaft e em 1900 foi fundada a Dolomie Française em Flaumont, França. Em 1908 foi  Descoberto o depósito de magnesita em Millstätter Alpe (Carinthia, Áustria) pelo engenheiro de mineração Josef Hörhager e na mesma época, Emil Winter, um alemão-americano, adquiriu os direitos de mineração, fundando a Austro-American Magnesite Company. Em 1909, a Dolomitwerke foi fundada em Hagen, Alemanha, por August Thyssen. (Magnesita) Em 1919 Atilio Franchi estabeleceu a Dolomite Franchi, uma empresa de fabricação de produtos refratários baseados em dolomita, em Marone, na Itália. Em 1920, teve  início a produção de tijolos em Valenciennes e em Kruft e Hagen, Alemanha. Entre 1959 e 1960,  A Veitscher Magnesitwerke estabeleceu o instituto de pesquisa e desenvolvimento em Leoben, Áustria, que continua no mesmo local atualmente. Também em 1960, teve  início da produção de tijolos em Baker, e em York. em 2017 Fusão das duas empresas RHI vice líder no setor de refratários e Magnesita, terceira líder, para formar a RHI Magnesita, a the driving force of the refractory industry. As ações da RHI Magnesita estão listadas no Mercado da Bolsa de Valores de Londres sob RHIM. Além disso, as ações da RHIM ainda podem ser negociadas através do segmento de mercado global da Bolsa de Valores de Viena.

## Compra da Magnesita S.A.
A empresa produz mais de 3 milhões de toneladas de produtos refratários a cada ano em 35 instalações de produção em todo o mundo. Após adquirir a antiga Magnesita S.A., que possuía a terceira maior mina de magnesita do mundo (entre as minas a céu aberto), que está localizada na cidade de Brumado, BA, a empresa investiu consideravelmente no setor industrial da empresa, na cidade de Contagem, MG. Foi investido inicialmente 257 milhões de reais, com 70% do aporte destinado à modernização da unidade fabril de Contagem, com o objetivo de proporcionar 14% no aumento da produção destinada às indústrias de siderurgia, cimento entre outros. O restante do montante seria investido em uma nova sede para a América do Sul. Pelo menos 50% da antiga Magnesita S.A. foi comprada pela RHI, por 118 milhões de euros. A GP Investimentos, que era principal acionista da Magnesita S.A. também acertou como acionista relevante da empresa, tornando-se, portanto, membro do conselho de administração. 

## Ligações Externos
- Website oficial